# Popis opreme Hrvatske kopnene vojske
Popis sadrži popis opreme u djelatnoj službi Hrvatske kopnene vojske.

## Oružje pješaštva

### Pištolji
| Model         | Slika | Kalibar            | Podrijetlo | Bilješka               |
| ------------- | ----- | ------------------ | ---------- | ---------------------- |
| HS Produkt HS |       | 9×19 mm Parabellum | Hrvatska   | Standardno naoružanje. |

### Automatske puške
| Model              | Slika | Kalibar                        | Podrijetlo       | Bilješka |
| ------------------ | ----- | ------------------------------ | ---------------- | --- |
| Arma ERO           |       | 9×19 mm Parabellum             | Izrael Hrvatska  | Nelicencirana kopija puškomitraljeza IMI Uzi. Koriste ga posade tenkova, IFV-a i oklopnih vozila i drugo osoblje koje nije pješaštvo. |
| Heckler & Koch MP5 |       | 9×19 mm Parabellum             | Zapadna Njemačka | Koriste ga ZSS i Satnija specijalne vojne policije.                                                                                   |
| Heckler & Koch MP7 |       | 4,6×30 mm HK                   | Njemačka         | Koriste ga ZSS i Satnija specijalne vojne policije.                                                                                   |
| Heckler & Koch UMP |       | 9×19 mm Parabellum 11,43×23 mm | Njemačka         | Standardno naoružanje ZSS-a i Satnije specijalne vojne policije.                                                                      |

### Jurišne puške
| Model                | Slika | Kalibar         | Podrijetlo        | Status                       | Bilješka |
| -------------------- | ----- | --------------- | ----------------- | ---------------------------- | --- |
| HS Produkt VHS-2     |       | 5,56×45 mm NATO | Hrvatska          | Standardno osobno naoružanje | HS Produkt VHS-2 je jurišna puška domaće proizvodnje koja je postala standardna jurišna puška Hrvatske kopnene vojske, zamijenivši u cijelosti Zastavu M70. |
| Heckler & Koch G36   |       | 5,56×45 mm NATO | Njemačka          | Naoružanje specijalnih snaga | Standardno naoružanje ZSS-a, Satnije specijalne vojne policije i hrvatske policije.                                                                         |
| Heckler & Koch HK416 |       | 5,56×45 mm NATO | Njemačka          | Naoružanje specijalnih snaga | Koristi ga ZSS. |
| Colt M4              |       | 5,56×45 mm NATO | Sjedinjene Države | Naoružanje specijalnih snaga | Koristi ga ZSS. |

### Strojnice
Hrvatska vojska odabrala je FN Minimi Mk3 kao oružje potpore voda u kalibru 7,62x51 NATO, kao i oružje potpore desetine u kalibru 5,56x45 NATO. Prema Izvješću o obrani RH za 2023. godinu, završen je program Vojske za nabavu navedenih mitraljeza u kalibru 5,56x45 i 7,62x51 NATO. Vojska je također kupila neobjavljeni broj Heckler &amp; Koch MG5 i MG4, za koje se vjeruje da se radi oko 20-30 primjeraka ovog oružja, koji se koriste unutar Zapovjedništva specijalnih snaga OSRH.
| Model         | Slika | Kalibar                         | Podrijetlo        | Bilješka |
| ------------- | ----- | ------------------------------- | ----------------- | --- |
| FN Minimi Mk3 |       | 5,56×45 mm NATO 7,62×51 mm NATO | Belgija Hrvatska  | Odabrano kao glavno oružje potpore pješačkog voda i glavno oružje potpore desetine.                                                        |
| FN MAG        |       | 7,62×51 mm NATO                 | Belgija           | Montirana na laka oklopna vozila i vozila za pješaštvo.                                                                                    |
| Zastava M72   |       | 7,62×39 mm                      | Jugoslavija       | Još uvijek se vidi u aktivnoj uporabi tijekom treninga. Točan broj u upotrebi nije poznat.                                                 |
| Zastava M84   |       | 7,62 × 54 mm R                  | Jugoslavija       | Još uvijek se vidi u aktivnoj uporabi tijekom treninga. Točan broj u upotrebi nije poznat.                                                 |
| Browning M2   |       | 12,7×99 mm NATO                 | Sjedinjene Države | Uglavnom postavljena na oklopna vozila, uključujući i na daljinske oružane stanice, od kojih je više od 120 u upotrebi u Hrvatskoj vojsci. |
| Zastava M87   |       | 12,7×108 mm                     | Jugoslavija       | Postavljena na M-84 tenkove. |

### Dalekometne puške
| Model                | Slika | Tip                    | Kalibar         | Podrijetlo        | Bilješka                                     |
| -------------------- | ----- | ---------------------- | --------------- | ----------------- | -------------------------------------------- |
| Heckler & Koch HK417 |       | Streljačka puška       | 7,62×51 mm NATO | Njemačka          | Standardna streljačka puška.                 |
| Remington M40A5      |       | Snajperska puška       | 7,62×51 mm NATO | Sjedinjene Države | Ograničen broj još uvijek u aktivnoj službi. |
| Sako TRG-42          |       | Snajperska puška       | 8,6×70 mm       | Finska            | Standardna snajperska puška Hrvatske vojske. |
| SCAM Marine MACS M3  |       | Protutenkovski snajper | 12,7×99 mm NATO | Hrvatska          | Standardni protutenkovski snajper.           |
| Metallic RT-20       |       | Protutenkovski snajper | 20×110 mm       | Hrvatska          | Nekoliko ostalo u službi.                    |
| Barrett M82          |       | Protutenkovski snajper | 12,7×99 mm NATO | Sjedinjene Države | Desetak zadržano u rezervnom statusu.        |

### Bacači granata
| Model               | Slika | Kalibar    | Podrijetlo        | Bilješka                                                                                  |
| ------------------- | ----- | ---------- | ----------------- | ----------------------------------------------------------------------------------------- |
| HS Produkt VHS-BG   |       | 40×46mm LV | Hrvatska          | Kupljeno uz HS Produkt VHS puške.                                                         |
| Heckler & Koch AG36 |       | 40×46mm LV | Njemačka          | Dolazi kao standard sa svim HK G36 puškama koje se koriste u mirovnim operacijama.        |
| Metallic RBG-6      |       | 40×46mm LV | Hrvatska          | 124 u uporabi u Hrvatskoj vojsci i 12 u CROSOFCOM- u i Satniji specijalne vojne policije. |
| Mk 19 bacač granata |       | 40×53mm HV | Sjedinjene Države | Montira se na MATV i M1151 HMMWV vozila s oklopom.                                        |

### Protutenkovsko oružje

#### Prenosivo protutenkovsko oružje
| Model                       | Slika | Tip                          | Podrijetlo           | Bilješka |
| --------------------------- | ----- | ---------------------------- | -------------------- | --- |
| RPG-22                      |       | Raketni lanser               | Jugoslavija Hrvatska | Često korišten tijekom treninga. |
| 9K111 Fagot                 |       | Protutenkovsko vođena raketa | Sovjetski Savez      | Sustav nabavljen od Rusije i Ukrajine početkom 1990-ih, tijekom Domovinskog rata. Danas ih je samo nekoliko operativno, uglavnom za obuku protuoklopnih timova i upoznavanje s drugim lanserima koji su prebačeni u rezervni status. Čeka zamjenom s FGM-148 Javelinom. |
| 9M113 Konkurs               |       | Protutenkovska vođena raketa | Sovjetski Savez      | Sustav kupljen od Rusije i Ukrajine početkom 1990-ih. Čeka zamjenom s FGM-148 Javelinom. |
| 9K115-2 Metis-M 9K115 Metis |       | Protutenkovska vođena raketa | Sovjetski Savez      | Sustav kupljen od Rusije i Ukrajine početkom 1990-ih. Čeka zamjenom s FGM-148 Javelinom. |

#### Protutenkovsko oružje postavljeno na vozila
| Model         | Slika | Tip                          | Podrijetlo        | Broj  | Bilješka |
| ------------- | ----- | ---------------------------- | ----------------- | ----- | --- |
| 9M14 Malyutka |       | Protutenkovska vođena raketa | Sovjetski Savez   |       | Montira se na vozila BVP M-80A. Često se koristi tijekom treninga.                                                                           |
| TOW-2 RF      |       | Protutenkovska vođena raketa | Sjedinjene Države | 1700~ | Hrvatska je nabavila 1103 TOW-2A, 500 TOW-2 Bunker Buster i 100 TOW-2B raketa, sve u bežično navođenoj RF verziji, u sklopu nabave M2A2 ODS. |
| Spike LR      |       | Protutenkovska vođena raketa | Izrael            | 200~  | Početna kupnja 20 lansera, simulatora i 200 projektila za opremanje 8 Patria CRO. Dodatna nabava 30 Patria CRO 30L.                          |

## Vozila

### Tenkovi
Hrvatska i Njemačka su 28. listopada 2024. započele pregovore nabavke 50 glavnih borbenih tenkova Leopard 2A8. Njemačka će nadoknaditi trošak kupnjom 30 M-84 i 30 M-80 od Hrvatske i njihovim slanjem u Ukrajinu kao dio vojne pomoći.
| Model          | Slika         | Podrijetlo           | Broj | Bilješka                      |
| -------------- | ------------- | -------------------- | ---- | ----------------------------- |
| M-84A4 Snajper | M-84A4Snajper | Jugoslavija Hrvatska | 75   | 30 će biti donirano Ukrajini. |

### Gusjenička borbena vozila pješaštva
U 2022. Hrvatska je dogovorila kupnju 89 M2A2 ODS Bradleyja koji se nadograđuju na standard M2A2 ODS-SA u tvornici Đuro Đaković u Slavonskom Brodu.
| Model       | Slika | Podrijetlo        | Broj  | Bilješka |
| ----------- | ----- | ----------------- | ----- | --- |
| M2A2 ODS SA |       | Sjedinjene Države | 44/89 | 44 M2A2 ODS se nadograđuju u ovom trenutku. 8 će se pridružiti vojsci do kraja 2024. godine. Nakon dovođenja u operativno stanje, od ukupno 89 Bradleyja, njih 62 prvenstveno će biti raspoređena u bojnu Sokolovi Gardijske oklopno-mehanizirane brigade. Ostatak će se koristiti za potrebe obuke i za nabavu rezervnih dijelova. |
| BVP M-80A   |       | Jugoslavija       | 100~  | 30 će biti donirano Ukrajini. |

### Oklopna vozila na kotačima
Glavna radna snaga vojske je Patria CRO 8x8, kojih je trenutno u službi 126. Godine 2023. vojsci je odobrena narudžba dodatnih 30 Patria CRO 30L, sve u konfiguraciji IFV s daljinskom oružanom stanicom od 30 mm i protutenkovskim vođenim projektilima koji se lansiraju iz vozila. Vojska još uvijek ima potrebu za najmanje 70 dodatnih oklopnih transportera konfiguriranih za brojne uloge podrške.
| Model                 | Slika | Tip  | Podrijetlo             | Broj | Bilješka |
| --------------------- | ----- | ---- | ---------------------- | ---- | --- |
| Patria CRO            |       | APC  | Finska Hrvatska        | 126  | Oružane snage Hrvatske trenutno upravljaju s ukupno 126 vozila Patria CRO. 8 je opremljeno kupolom Elbit UT30MK2, 114 je opremljeno 12,7 mm daljinski upravljanom naoružanom stanicom, 2 se koriste za MEDEVAC i 2 za inženjerske zadatke. |
| M1151 HMMWV           |       | IMV  | Sjedinjene Države      | 85   | Vozila su uglavnom koristile snage ISAF-a u Afganistanu, ali najmanje 13 novoizgrađenih jedinica isporučenih u 2012. godini bilo je bazirano kod kuće, a dodatnih 8 vozila isporučeno je u 2015. godini, ukupno 21. Ukupno je u upotrebi 65 vozila M1151 i 20 M1141. |
| Oshkosh M-ATV         |       | MRAP | Sjedinjene Države      | 162  | Početna narudžba napravljena je za 122 M-ATV-a, ali je zatraženo i dodatnih 40 jedinica koje je odobrio američki Senat. Od 162 M-ATV-a primljena kao EDA, 15 je otišlo u Zapovjedništvo snaga za specijalne operacije Republike Hrvatske, 5 u Zapovjedništvo za potporu (SCOM), 2 u Pukovniju vojne policije, a 78 je u službu Hrvatske vojske ušlo 2015. godine, a još 62 u 2016. godini (opremanje motorizirane bojne "Vukovi" unutar Mehanizirane gardijske brigade). |
| International MaxxPro |       | MRAP | Sjedinjene Države      | 30   | Od 30 MaxxPro vozila koje je Hrvatska dobila kao EDA, 21 je za Hrvatsku vojsku, 5 se pridružilo ZSS-u, a po 2 su se pridružila Zapovjedništvu potpore i Pukovniji vojne policije. 6 MaxxPro vozila za inženjeriju. |
| RG-33                 |       | MRAP | Južnoafrička Republika | 20   | Ukupno 20 RG-33L (6x6) MRAP HAGA vozila isporučeno je i ušlo u službu u Zapovjedništvu za potporu kao sanitarna vozila u 2015. godini. |

### Borbena inženjerijska vozila
| Model             | Slika | Tip                        | Podrijetlo             | Bilješka |
| ----------------- | ----- | -------------------------- | ---------------------- | --- |
| MV-4              |       | Borbeno inženjersko vozilo | Hrvatska               | Korišteni za razminiranje.                                                                                                  |
| T-55TZI           |       | Borbeno inženjersko vozilo | Sovjetski Savez        | Trenutno čeka zamjenu NATO sustavima                                                                                        |
| MT-55A            |       | Borbeni mostopolagac       | Sovjetski Savez        | Trenutno čeka zamjenu NATO sustavima                                                                                        |
| KrAZ 255B         |       | Mostopolagac               | Sovjetski Savez        | Sovjetski TMM-3 pologači mostova montirani na KRAZ 255B vozila. U dobrom stanju, iako trenutno čeka zamjenu NATO sustavima. |
| PMS               |       | Nosac pontonskog mosta     | Sovjetski Savez        | Montirani na Tatra T813 8x8 kamione. Korišteni za transport pontonskih mostova. Trenutno čeka zamjenu NATO sustavima.       |
| PTS-M             |       | Amfibijsko vozilo          | Sovjetski Savez        | U dobrom stanju, no manjak rezervnih dijelova održavanje čini tegobnim. Trenutno čeka zamjenu NATO sustavima.               |
| JCB               |       | Radni stroj                | Ujedinjeno Kraljevstvo | Neodređeni brojevi JCB strojeva u službi.                                                                                   |
| CASE              |       | Radni stroj                | Italija                | Neodređeni brojevi CASE strojeva u službi.                                                                                  |
| Kalmar Industries |       | Radni stroj                | Finska                 | Korišteni za prijenos kontejnera                                                                                            |

## Protuzračna obrana
Kratkoročni plan vojske uključuje kupnju protuzračnih raketnih sistema srednjeg i dugog dometa. U početku, razmatrani su NASAMS III/ER, Mica VL/NG i IRIS-T SLM kao vjerojatni izbori, no najizglednije je da je Mica VL/NG pravi kandidat, zbog kupovine lovca Dassault Rafale koju je izvršilo Hrvatsko ratno zrakoplovstvo. Hrvatska vojska planira nabaviti do 4 protuzračnih raketnih sistema u okviru posla vrijednog oko 500 milijuna eura. O protuzračnoj obrani velikog dometa još se nije odlučilo, međutim s nedavnom nabavom Mistrala ER i vrlo vjerojatno Mica VL NG, ne bi bilo neobično da se Hrvatska odluči za sustave PZO velikog dometa Aster SAMP/T NG kada bude dostupan, međutim bilo kakva kupnja takvog sustava protuzračne obrane dogodila bi se krajem 2020-ih.
| Model              | Slika | Tip                                     | Podrijetlo                  | Broj | Bilješka |
| ------------------ | ----- | --------------------------------------- | --------------------------- | ---- | --- |
| 9K32 Strela-2M     |       | Prijenosni protuzračni obrambeni sustav | Sovjetski Savez Jugoslavija | 500~ | Sustav operativan dok se ne potroše velike zalihe projektila. Nepoznate količine donirane Ukrajini.                                                              |
| FIM-92B/C Stinger  |       | Prijenosni protuzračni obrambeni sustav | Sjedinjene Države           | 50~  | Donirali su ih Sjedinjenih Država kao zamjena za određeni broj odbačenih raketa Igla-S i Strela-2, u skladu sa zahtjevom koji su Sjedinjene Države uputile 2012. |
| Mistral 3          |       | Protuzračna obrana kratkog dometa       | Francuska                   |      | Nabavu odobrila Vlada Republike Hrvatske 8. prosinca 2022. |
| BOV 20/3           |       | Samohodni protuavionski top             | Jugoslavija                 | 42   | Trostruki protuavionski topovi M55 kalibra 20 mm postavljeni na BOV oklopni transporter. Sustavi će ostati u službi (u 7 stanica, svaka sa 6 vozila)             |
| Strijela – 10CROA1 |       | Protuzračna obrana kratkog dometa       | Hrvatska                    | 9    | Inačica ruskog 9K35 Strela-10 sustava domaće proizvodnje s određenim poboljšanjima.                                                                              |

## Topništvo

### Minobacači
| Model | Slika | Tip       | Kalibar | Podrijetlo  | Bilješka |
| ----- | ----- | --------- | ------- | ----------- | --- |
| M84   |       | Minobacač | 60 mm   | Jugoslavija | Minobacač ima učinkoviti domet od 5100 m sa standardnom minom. Minobacači su prošli modifikacije kako bi zadovoljili uvjete NATO-a. |
| M69   |       | Minobacač | 82 mm   | Jugoslavija | Radi se o poboljšanoj kopiji jugoslavenskog minobacača M69. Minobacač ima učinkoviti domet od 4850 m sa standardnom minom, 4200 m s osvjetljavajućom minom i 4800 m s lakom protuoklopnom minom. Minobacači su prošli modifikacije kako bi zadovoljili uvjete NATO-a. |
| M75   |       | Minobacač | 120 mm  | Jugoslavija | Minobacač ima učinkoviti domet od 9500 m sa specijalnom minom, 6575 m sa standardnom minom i 5500 m s osvjetljavajućom minom. Minobacači su prošli modifikacije kako bi zadovoljili uvjete NATO-a.                                                                    |

### Vučno topništvo
Ozbiljno osiromašena zaliha topničkih sustava nakon velike isporuke haubica D-30 RH M94 i M1954 (M-46) Ukrajini i nedostatak interoperabilnosti drugih topova zbog 122 mm i 155 mm granata kao isključivog standarda NATO-a. S druge strane, trenutna zaliha dovoljna je za održavanje topničke i raketne pukovnije dobro obučenom. Situacija će se promijeniti kada prve CAESAR samohodne haubice počnu nadopunjavati borbene jedinice.
| Model        | Slika | Tip     | Kalibar | Podrijetlo        | Broj | Bilješka                                                                  |
| ------------ | ----- | ------- | ------- | ----------------- | ---- | ------------------------------------------------------------------------- |
| Haubica M116 |       | Haubica | 75 mm   | Sjedinjene Države | 12   | Ceremonijalno oružje Hrvatske vojske.                                     |
| D-30 RH M94  |       | Haubica | 122 mm  | Sovjetski Savez   | 30~  | Modificirane sovjetske haubice D-30 modernizirane prema NATO standardima. |

### Samohodne haubice
12 Panzerhaubitzea 2000 glavni su sustav njegovih topničkih snaga s planovima za kupnju dodatnih 12 Panzerhaubitzea 2000 i najmanje 18 sustava CAESAR i pripadajuće opreme za topničke jedinice kopnene vojske. Vojska ima potrebe za najmanje 3 samohodne topničke bitnice i potencijalnu narudžbu za dodatnih 18 sustava CAESAR nakon 2027. Trenutačno se kopnena vojska također oslanja na 9 haubica 2S1 Gvozdika koje će biti povučene i najvjerojatnije donirane Ukrajini nakon što bude isporučena prva serija sustava CAESAR.
| Model               | Slika | Tip               | Kalibar | Podrijetlo      | Broj | Bilješka |
| ------------------- | ----- | ----------------- | ------- | --------------- | ---- | --- |
| 2S1 Gvozdika        |       | Samohodna haubica | 122 mm  | Sovjetski Savez | 9    | U budućnosti će biti zamijenjen dodatnim PzH 2000.                                                                 |
| Panzerhaubitze 2000 |       | Samohodna haubica | 155 mm  | Njemačka        | 12   | Bitnica Panzerhaubitze 2000 dio je HRVCON-a u Borbenoj skupini Poljska. Vrlo je vjerojatna daljnja kupnja sustava. |

### Raketna artiljerija
Hrvatska vojska naslijedila je veliku zalihu sovjetskih raketnih sustava koji su djelovali tijekom Domovinskog rata. Hrvatska je također nabavila veliki broj rumunjskih raketnih topničkih sustava APR-40 koji koriste streljivo 122 mm "Grad". Manji broj M-63 Plamen i M-77 Oganj jugoslavenske proizvodnje zarobljeni su tijekom Domovinskog rata i ušli u službu Hrvatske vojske.
| Model       | Slika | Tip                                | Kalibar | Podrijetlo           | Broj | Bilješka |
| ----------- | ----- | ---------------------------------- | ------- | -------------------- | ---- | --- |
| M-92 Vulkan |       | Samohodni višecijevni bacač raketa | 122 mm  | Jugoslavija Hrvatska | 12   | Hrvatska modifikacija M-77 Oganj 128mm MLRS-a. Lanser i sustav paljbe su modificirani za korištenje raketa BM-21 Grad 122 mm. Baterija M-92 Vulkan dio je HRVCON-a u Borbenoj skupini Poljska. |
| APR–40      |       | Samohodni višecijevni bacač raketa | 122 mm  | Rumunjska            | 30~  | Naručen iz Rumunjske 1991. Neodređena količina donirana Ukrajini. |

## Besposadne letjelice
Ustrojavanjem Obavještajne pukovnije 2019. Hrvatska kopnena vojska ujedinila je sve relevantne postrojbe veze, elektroničke komunikacije i elektroničkog ratovanja u jednu postrojbu, Obavještajnu pukovniju. Vojska je testirala niz udarnih i promatračkih bespilotnih letjelica domaće proizvodnje s ciljem kupnje velikih količina isti. Na tržištu je nekoliko domaćih proizvođača koji su sposobni napraviti takve dronove, vrlo je vjerojatno da će isti odigrati važnu ulogu u opskrbi Hrvatske vojske novim bespilotnim letjelicama. Trenutno su u službi i brojni DJI Inspire i DJI Mavic, raspoređeni na razini bojne i satnije koji su nedavno korišteni u izvanrednim situacijama u zemlji uzrokovanim prirodnim nesrećama i katastrofama.
| Model                    | Slika | Tip                  | Podrijetlo        | Broj | Bilješka |
| ------------------------ | ----- | -------------------- | ----------------- | ---- | --- |
| AeroVironment RQ-20 Puma |       | Bespilotna letjelica | Sjedinjene Države | 7~   | Početna kupnja i donacija američke vojske.                                                                       |
| Aeronautics Orbiter 3b   |       | Bespilotna letjelica | Izrael            | 6    | Prvotna nabava 6 sustava od Izraela u 2019. godini, s tim da Hrvatska vojska ima potrebu za najmanje 16 sustava. |
| Elbit Skylark            |       | Bespilotna letjelica | Izrael            | 7~   | Brojni sustavi kupljeni od Izraela 2000-tih.                                                                     |

## Vojna medicinska oprema
Vojska je kupila veliku terensku bolnicu od SAD-a za 6,07 milijuna dolara 2021. godine. Vojna bolnica Role 2B dizajnirana je za pružanje hitne pomoći na ratištu. Vojska ima zahtjev za najmanje 2 terenske bolnice Uloge 2B koje su osmišljene za pružanje potpore standardnim formacijama veličine NATO brigade ili između 4000 i 7000 pripadnika na području borbenih operacija. Trenutačno vojska planira opremiti jednu terensku bolnicu Role 2B i proširiti je prema zahtjevima. Vojska je već kupila nekoliko sanitetskih vozila.
| Model                          | Slika | Tip              | Podrijetlo        | Broj | Bilješka                                                                                    |
| ------------------------------ | ----- | ---------------- | ----------------- | ---- | ------------------------------------------------------------------------------------------- |
| Vojni šator Aljaske            |       | Šator            | Sjedinjene Države | 50~  | Velik broj terenskih vojnih šatora kupile su i donirale Sjedinjenih Država tijekom godina.  |
| Role 2B Vojna terenska bolnica |       | Terenska bolnica | Sjedinjene Države | 1~   | Terenska bolnica razine brigade sposobna nositi se s borbenim žrtvama na borbenom području. |

## Vojna logistika
Hrvatska vojska uvelike se oslanja na zalihu starih kamiona i opskrbnih vozila. Naslijeđen je velika serija kamiona, raznih transportnih i pomoćnih vozila tijekom Domovinskog rata i Bitke za vojarne; najmanje 250 kamiona FAP, 650 kamiona TAM i niz sovjetskih kamiona kao što su ZiL, Ural ili Maz zarobljeno je i stavljeno u vojnu službu. Velika količina tih vozila još je uvijek u službi Hrvatske vojske, iako su neka starija od 50 godina. Od kamiona Torpedo 4x4, lakih kamiona proizvedenih u velikim količinama oko 80 uzoraka ušlo je u službu vojske početkom 1990-ih. Međutim, ulaskom Hrvatske u NATO, Hrvatska vojska počela je razmišljati o nabavi zapadnih tipova kamiona uključujući MAN TG Mill, Iveco 5T Transport Truck i Mercedes kamiona među ostalima. No, zbog nedostatka sredstava logistički sastavi Hrvatske vojske zadnji su na listi modernizacije. U proteklom desetljeću Hrvatska vojska počela je sporadično obnavljati svoj logistički i taktički vozni park nabavom ili donacijama manjih količina novih kamiona. Dugoročno Hrvatska vojska planira smanjiti broj tipova vozila u službi na samo 3 proizvođača: MAN, Mercedes i Iveco. Trenutačno je u uporabi više od desetak različitih proizvođača tipova vozila što stvara probleme skupog održavanja.

### Logistička vozila i vojni kamioni
| Model                       | Slika | Tip          | Podrijetlo  | Broj | Bilješka |
| --------------------------- | ----- | ------------ | ----------- | ---- | --- |
| Torpedo TK 130 T7 4x4       |       | Vojni kamion | Hrvatska    | 80~  | Velik broj ovih kamiona u različitim konfiguracijama još uvijek služi u mnogim ulogama u Hrvatskoj vojsci, zamjenjuju ih moderni modeli, ali zbog smanjenja proračuna za obranu ova vozila vjerojatno će ostati u službi u doglednoj budućnosti. |
| TAM                         |       | Vojni kamion | Jugoslavija | 150~ | Velik broj ovih kamiona u različitim konfiguracijama još uvijek služi u mnogim ulogama u Hrvatskoj vojsci, zamjenjuju ih moderni modeli, ali će zbog smanjenja proračuna za obranu ova vozila vjerojatno ostati u službi u doglednoj budućnosti. Ta su vozila, u mnogim slučajevima, sada starija od 40 godina; zamjena se traži kada i gdje je to moguće. |
| FAP 2026                    |       | Vojni kamion | Jugoslavija | 40~  | Hrvatska vojska naslijedila je veliki broj kamiona FAP 2026 tijekom Domovinskog rata i Bitke za vojarne kada je Hrvatska vojska zarobila preko 250~ tih kamiona, danas ih je samo 40~ ostalo u službi u raznim ulogama i zamjenjuju ih moderni zapadni modeli zbog nedostatka rezervnih dijelova.                                                          |
| DAF Trucks                  |       | Vojni kamion | Nizozemska  | 20~  | 60 jedinica primljenih iz rezervnih zaliha nizozemske vojske 2001. godine, no danas je u službi ostalo samo 20-ak jedinica. |
| MAN Tank Transporter        |       | Vojni kamion | Njemačka    | 20~  | U službi je 20 starijih MAN jedinica, koje se trenutačno zamjenjuju drugim modernim ekvivalentima. |
| Mercedes Benz NG            |       | Vojni kamion | Njemačka    |      | Mnogi su nabavljeni krajem 90-ih i početkom 2000-tih, točan broj ovih vozila nije poznat. Trenutno je u tijeku zamjena modernim Mercedes-Benz Actrosom. |
| LkW MAN MIL GL 4x4,6x6, 8x8 |       | Vojni kamion | Njemačka    | 80~  | Početna kupnja 27 kamiona njemačke vojske. U 2015. godini Ministarstvo obrane Republike Hrvatske kupilo je još 10 kamiona u skladu s Okvirnim sporazumom iz 2013. godine iz viška Bundeswehra. Od 2016. godine kupljen je niz dodatnih vozila, ukupan broj premašuje 50 vozila u prometu od 2020. godine.                                                  |
| Iveco EuroTrakker           |       | Vojni kamion | Italija     | 3    | 39 kamiona Iveco Army kupljeno je 2004. po prenapuhanoj cijeni što je izazvalo veliki skandal koji je rezultirao smjenom tadašnjeg ministra obrane. 3 od njih bili su kamioni EuroTrakker. Ovi se kamioni uglavnom koriste u ulozi podrške i logistike. Ovi kamioni su sada stari više od 20 godina.                                                       |
| Iveco 5T Transport Truck    |       | Vojni kamion | Italija     | 80~  | Početna narudžba od 36 vozila proizvedena je 2004. godine, a naknadna narudžba za dodatnih 80 vozila napravljena je 2008. i 2009. godine. Trenutno je u upotrebi oko 80 vozila. |
| Iveco Trakker               |       | Vojni kamion | Italija     | 32~  | Početna narudžba napravljena je 2007. godine. Većina se koristi zajedno s kamionima MAN za prijevoz teških tereta. Trenutno je između 2017. i 2020. isporučeno nešto više od desetak novih vozila za ukupno 32~ vozila na kraju 2020. |
| Astra Trucks                |       | Vojni kamion | Italija     | 3    | 3 jedinice naručene 2007. godine s većom isporukom teških kamiona Iveco Trakker. |
| MAN TG Mill                 |       | Vojni kamion | Njemačka    | 15~  | Početna kupnja 4-5 kamiona MAN TGMIL izvršena je 2015. godine, kako bi se nadopunila trenutna flota Iveco transportera teške opreme i zamijenili stariji MAN modeli koji su umirovljeni. U 2017./2020. godini Ministarstvo obrane Republike Hrvatske kupilo je ~10 dodatnih kamiona MAN TGMIL kako bi nadopunilo svoj postojeći vozni park teških kamiona. |
| Mercedes-Benz Arocs         |       | Vojni kamion | Njemačka    | 12~  | Brojna nova vozila isporučena su u 2019./2021., najmanje 4 korištena u ulozi teškog transportera, a ostatak su višenamjenski logistički kamioni koji dolaze s modularnim sustavom dizanja s kukom koji pojednostavljuje izvlačenje ili transport velikih predmeta u modularnom sustavu platforme.                                                          |
| Mercedes-Benz Actros        |       | Vojni kamion | Njemačka    | 30~  | Standardno teško vozilo Hrvatske vojske, 30+ jedinica naručenih 2010., 2017. i 2020. godine i sva su isporučena i u službi. Hrvatska vojska traži nekoliko novih Mercedesa-Benz Actros za ulogu teškog transportera. |

### Vojna 4WD pomoćna vozila
| Model               | Slika | Tip                       | Podrijetlo       | Broj | Bilješka |
| ------------------- | ----- | ------------------------- | ---------------- | ---- | --- |
| Mercedes G / Puch G |       | Vojno lako pomoćno vozilo | Njemačka         | 300~ | Standardno pomoćno vozilo Hrvatske vojske, 250 komada naručenih 2000-ih, sve isporučeno i u službi. Daljnje isporuke u 2015. i 2017. za zamjenu najstarijih vozila u službi.                                                                 |
| Toyota Landcruiser  |       | Vojno lako pomoćno vozilo | Japan            | 80~  | 150 naručenih 2008. i isporučenih 2010., polovica je otišla drugim državnim službama, uključujući i Ministarstvu unutarnjih poslova. Svi su u dobrom stanju i mogu se koristiti.                                                             |
| Land Rover Wolf     |       | Vojno lako pomoćno vozilo | Velika Britanija | 32~  | Prvenstveno ih koristi vojna policija. Mnogi su prešli u hrvatsku graničnu policiju. Od 200 naručenih 1998, samo 32 ostala su u službi oružanih snaga. Oko 120 ih je prebačeno u civilne svrhe, većinom u Hrvatsku gorsku službu spašavanja. |

### Civilni višenamjenski kamioni i komunalna vozila
| Model                  | Slika | Tip     | Podrijetlo        | Broj | Bilješka |
| ---------------------- | ----- | ------- | ----------------- | ---- | --- |
| Ford Cargo             |       | Kamion  | Sjedinjene Države | 12   | Donacija SAD-a. Dolazi kao dio veće donacije SAD-a inženjerijskoj pukovniji Hrvatske vojske zajedno s brojnom drugom opremom, uključujući cijelu vojnu terensku kuhinju i elemente terenske bolnice. Donacija opreme namijenjena je nadopuni hrvatskom kontingentu UN-a. |
| Fiat Ducato            |       | Kombi   | Italija           | 50~  | U procesu postupnog ukidanja. |
| Volkswagen Transporter |       | Kombi   | Njemačka          | 70~  | U procesu postupnog ukidanja. |
| Citroën Relay          |       | Kombi   | Francuska         | 12~  | Služe kao vozila za hitne slučajeve. |
| Iveco Daily            |       | Kombi   | Italija           | 50~  | Većina se koristi zajedno sa srednjim kamionima FAP i TAM za ulogu logističkog prijevoza. Za zamjenu starijih FAP-a, TAM kamiona u službi Hrvatske vojske. |
| Renault Master         |       | Kombi   | Francuska         |      | Koristi se u ulogama prijevoza osoblja. |
| Opel Zafira            |       | Kombi   | Njemačka          | 70~  | Vlada Republike Hrvatske unajmila je veliki broj Opel Zafira kombija 2024. nakon što je istekao najam kombija Renault Master, koji se koriste u prijevoznim ulogama. |
| Ford Ranger            |       | Pick-up | Sjedinjene Države | 150~ | Hrvatska Vlada unajmila je veliki broj kamiona Ford Ranger, od kojih je oko 30-ak kupljeno za Hrvatsku vojsku, a još 50-ak vozila za Ministarstvo unutarnjih poslova RH. Hrvatska vojska trenutno ima u zakupu 120, ali posjeduje i dodatnih 30 kamioneta.               |

## Planirane narudžbe
| Model                | Slika | Podrijetlo        | Tip                                                   | Bilješke |
| Leopard 2A8          |       | Njemačka          | Glavni borbeni tenk                                   | 50 naručeno, a prvi će biti isporučen 2026. |
| Patria CRO 30L       |       | Hrvatska          | Borbeno vozilo pješaštva                              | Početni zahtjev za 30 vozila u IFV verziji, zahtjev za specijaliziranom verzijom tek treba odlučiti, ali na temelju trenutnih formacija bojnih, potrebno je dodatnih 65-70 specijaliziranih vozila.                                                  |
| Mistral 3            |       | Francuska         | Raketni sustav zemlja-zrak kratkog dometa             | Početni ugovor vrijedan 72 milijuna eura bit će povećan u dogledno vrijeme. U početku 24 lansera, potrebno je 224 sustava. |
| VL MICA NG           |       | Francuska         | Raketni sustav zemlja-zrak kratkog do srednjeg dometa | Najizglednija opcija SAM sustava srednjeg dometa zbog interoperabilnosti s Rafale-ima. 4 baterije u vrijednosti od 550 milijuna eura. |
| MDBA Aster SAMP/T NG |       | Francuska         | Raketni sustav zemlja-zrak srednjeg do dugog dometa   | Najizglednija opcija u svrhu izgradnje višeslojnog, međusobno povezanog sustava efektivne protuzračne obrane. |
| RGW90                |       | Njemačka          | Protutenkovska raketa                                 | Početkom 2023. objavljeni su dokumenti da vojska planira naručiti nepoznati broj RGW90 u vrijednosti od 2.985.180,00 eura. |
| Javelin              |       | Sjedinjene Države | Protutenkovska vođena raketa                          | Početkom 2023. objavljeni su dokumenti da vojska planira naručiti nepoznati broj koplja u vrijednosti od 25.000.000,00 eura. |
| CAESAR               |       | Francuska         | Samohodna haubica                                     | U početku 18 sustava, zahtjev za najmanje 54 aktivna sustava. 75 milijuna eura za prvih 18 sustava. |
| Panzerhaubitze 2000  |       | Njemačka          | Samohodna haubica                                     | Dodatni broj haubica, najmanje 12 sustava, ali zahtjevi zahtijevaju dodatnih 30 sustava. 225 – 570 milijuna eura. |
| M142 HIMARS          |       | Sjedinjene Države | Raketno topništvo                                     | Početni zahtjev za 8 sustava, inače 24 sustava. Saborski odbor za obranu jednoglasno je podržao nabavu osam raketnih sustava HIMARS, kao i 394 projektila vrijedne gotovo 290 milijuna dolara. Isporuka sustava bit će 2028. godine.                 |
| Bayraktar TB2        |       | Turska            | Borbena letjelica bez posade                          | Ugovor vrijedan 67 milijuna eura potpisan u studenom 2024. godine, a kompletan paket očekuje se da će stići u Hrvatsku nakon 9 mjeseci. Potvrđeno je da je broj bespilotnih letjelica 6. Očekuje se da će u operativnu službu ući krajem rujna 2025. |
| MAN HX               |       | Njemačka          | Vojni kamion                                          | Hrvatska se nada da će svoj logistički park napuniti novim vojnim kamionima, asortiman MAN HX smatra se najboljom opcijom. Zahtjev za 550 kamiona u konfiguraciji 6x6, 8x8 i 10x10. 150 – 300 milijuna eura.                                         |